# بخش باتلر (شهرستان مونتگومری، اوهایو)
بخش باتلر (به انگلیسی: Butler Township) یک منطقهٔ مسکونی در ایالات متحده آمریکا است که در شهرستان مونتگومری، اوهایو واقع شده‌است.
 بخش باتلر ۵۲٫۱ کیلومتر مربع مساحت و ۷٬۸۹۴ نفر جمعیت دارد و ۲۹۴ متر بالاتر از سطح دریا واقع شده‌است.